# Flaumeiche
Die Flaumeiche, botanischer Name Quercus pubescens Willd. – Botaniker und Sprachwissenschaftler bevorzugen oft die Bindestrichschreibweise als Flaum-Eiche – ist eine Pflanzenart aus der Gattung der Eichen (Quercus) in der Familie der Buchengewächse (Fagaceae). Sie ist von West- über das südliche Mittel-, Süd- und Südosteuropa bis nach Kleinasien und zum Kaukasusraum verbreitet.

## Beschreibung

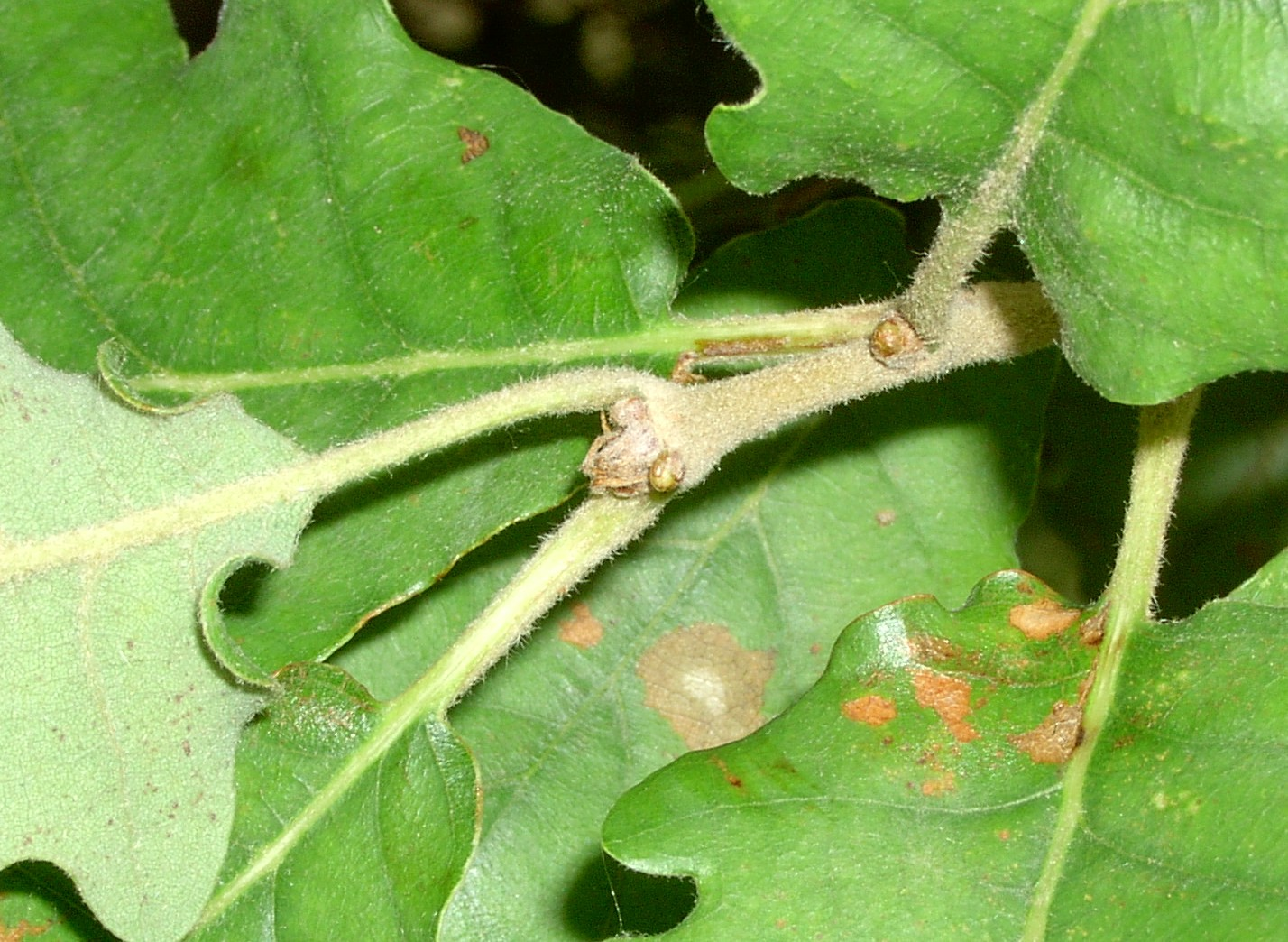
Junger Zweig mit flaumiger Behaarung

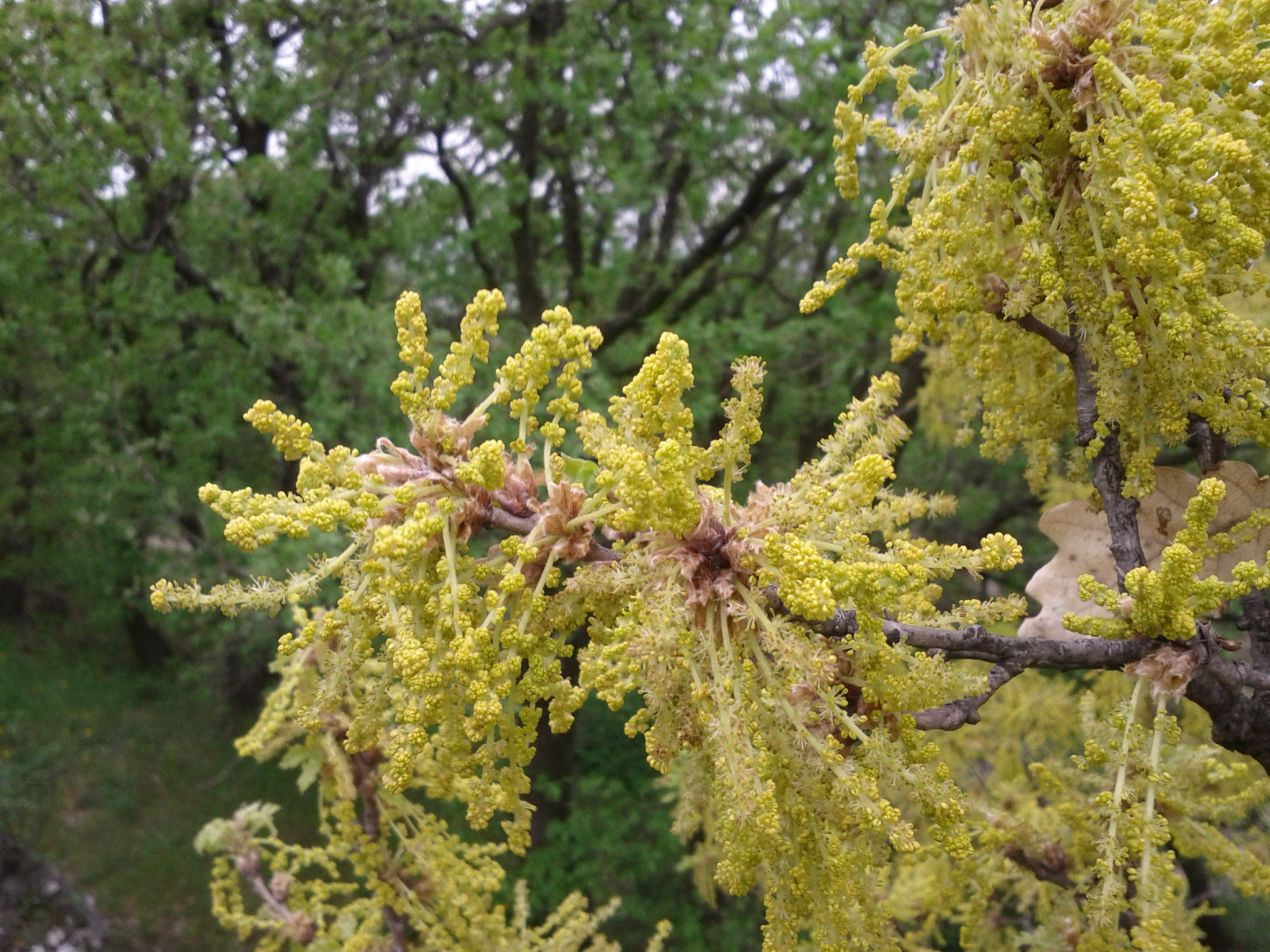
Zweig mit Blütenständen

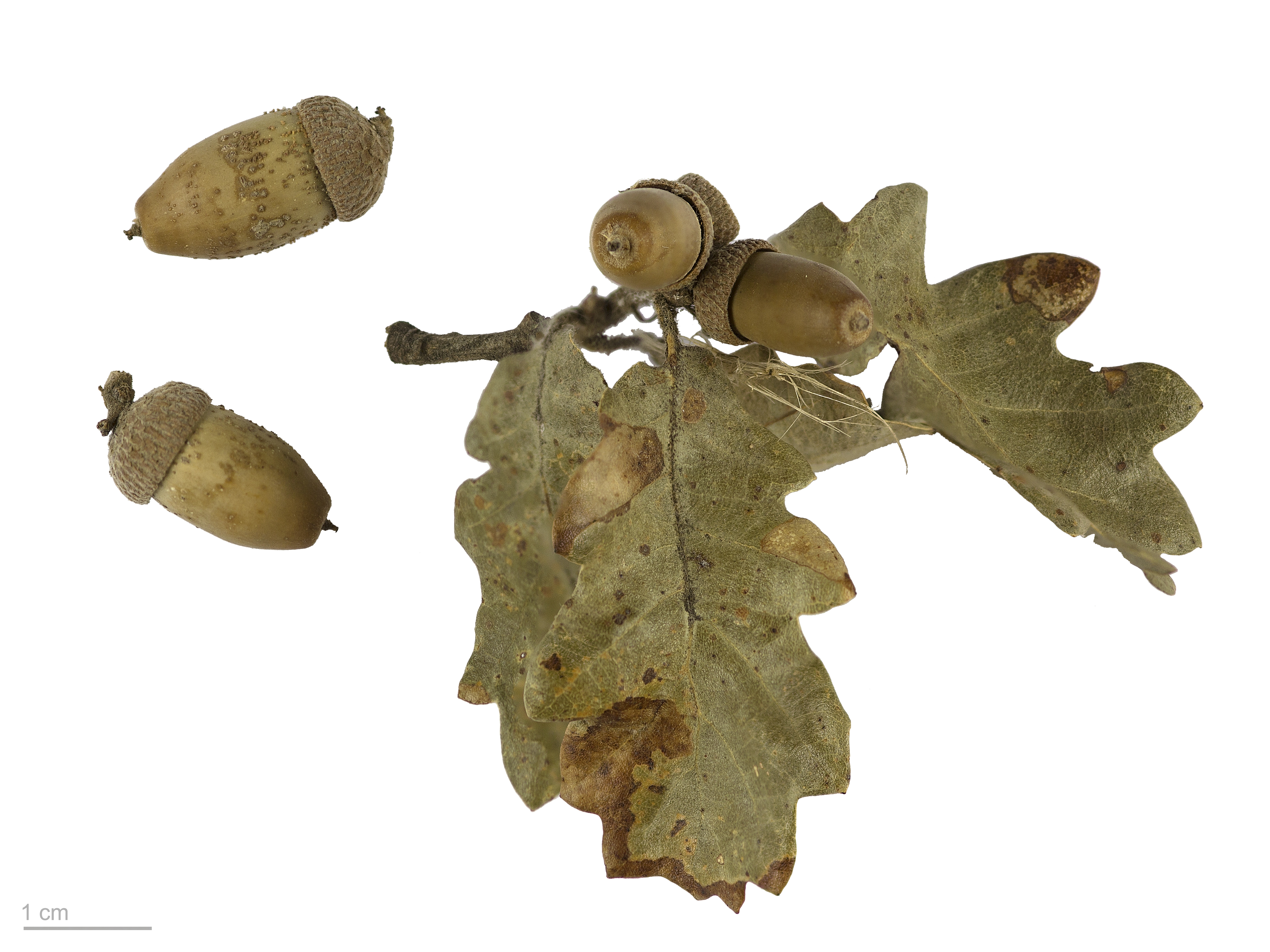
Reife Eicheln mit Cupula

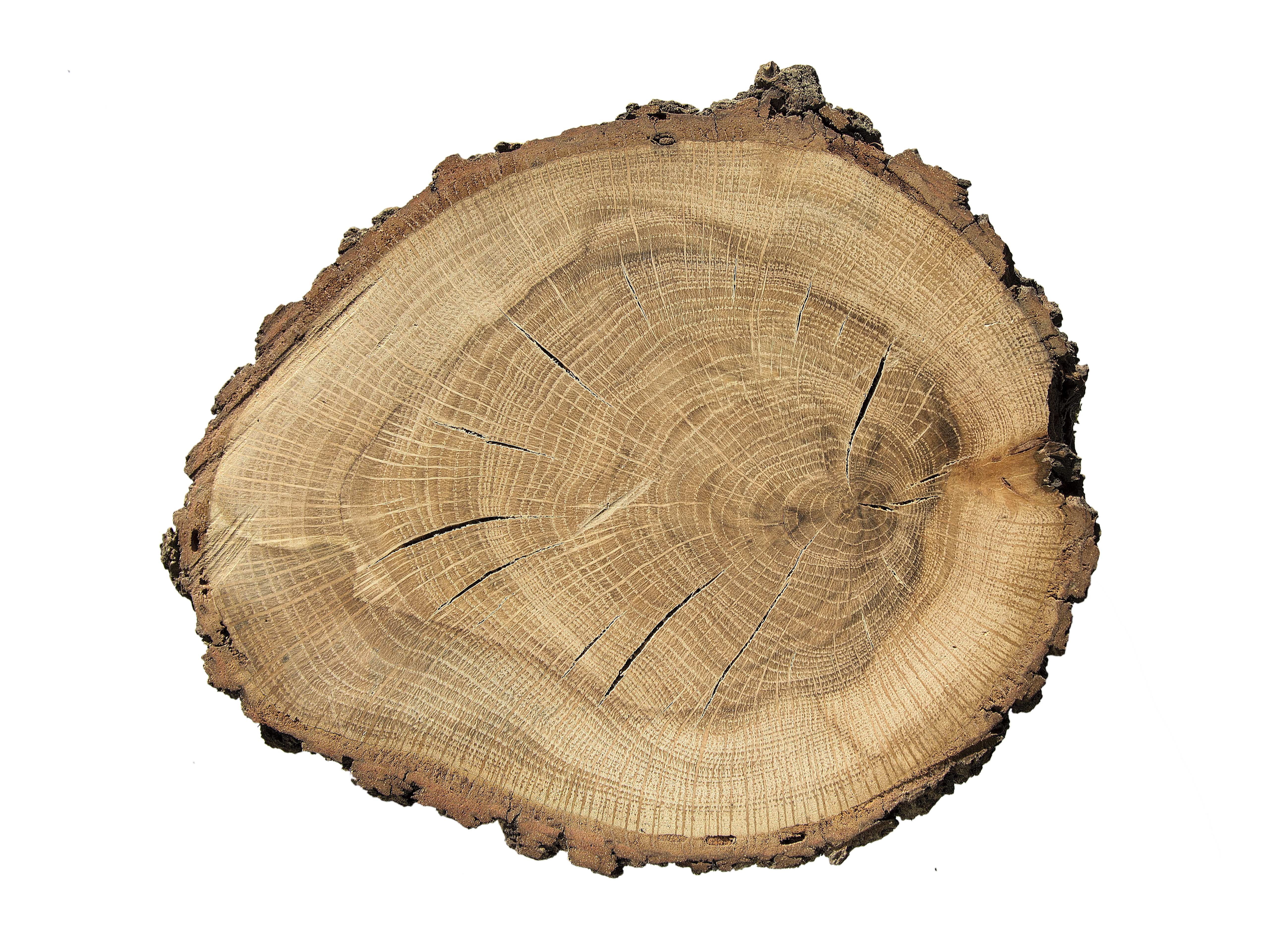
Quercus pubescens

### Vegetative Merkmale
Die Flaumeiche ist ein kleiner bis mittelgroßer Baum oder Strauch. Sie erreicht eine Wuchshöhe von 15 bis 20, ausnahmsweise bis 25 Meter. Sie ist meist breitkronig mit sparrig abstehenden Ästen. Die häufig krummwüchsigen Stämme erreichen verbreitet Brusthöhendurchmesser von 40 bis 50 Zentimeter; wenige ältere Exemplare sogar maximal 2 bis 2,5 Meter. Es wird ein maximales Alter von bis zu 500 Jahren angegeben, das aber mehr auf Hochrechnung als auf tatsächlicher Messung beruht. Die graubraune Borke ist dick (als besondere Anpassung an Feuer gedeutet) und regelmäßig grob rau gefeldert, an Zweigen rissig. Die Winterknospen sind eiförmig-spitz, ihre Schuppen braun und flaumig behaart. Junge Triebe sind dicht flaumig bis filzig behaart, ältere Triebe kahl.
Die sommergrünen, selten halbimmergrünen Laubblätter erreichen 4 bis 12 Zentimeter Länge, selten etwas mehr. Sie sind im Umriss oval oder verkehrt eiförmig bis elliptisch, oft in der Mitte am breitesten, aber von sehr variabler Gestalt. Der Blattrand ist buchtig mit jederseits etwa 4 bis 8 rundlichen, unregelmäßigen Lappen. Der Blattgrund ist breit keilförmig bis schwach herzförmig, der Blattstiel 0,6 bis 1,9, meist etwa 1,5 Zentimeter lang. Die Blätter sind jung beiderseits behaart. Später verkahlt die Oberseite und ist dann dunkelgrün gefärbt, die Unterseite ist dicht mit Büschelhaaren und meist vier- bis sechsstrahligen Sternhaaren besetzt und dadurch graugrün filzig.

### Generative Merkmale
Die Flaumeiche ist einhäusig getrenntgeschlechtig (monözisch). Die Blütezeit liegt je nach Höhenlage vom März bis Mai und ihre Eicheln reifen im September bis November. Die männlichen Blüten besitzen eine unauffällige fünf- bis sechszipfelige Blütenhülle und 6 bis 10 (12) Staubfäden, sie sitzen in hängenden, 5 bis 10 Zentimeter langen behaarten Kätzchen, die im Frühjahr gemeinsam mit den jungen Laubblättern aus vorjährigen Zweigen austreiben. Die sitzenden bis kurz gestielten weiblichen Blüten mit drei bis vier grünlichen Narben sitzen (in einblütigen Dichasien) einzeln oder zu wenigen gehäuft in den Blattachseln der distalen Laubblätter der jungen (diesjährigen) Triebe. Die weiblichen Blüten werden erst reif, wenn die männlichen desselben Baumes schon vertrocknet sind – so wird Selbstbestäubung verhindert. Die Eicheln sind elliptisch, auf beiden Seiten abgerundet, sie sind etwa 22 bis 28 Millimeter lang und 11 bis 14 Millimeter breit. Ihre Oberfläche ist glatt und glänzend, etwas undeutlich längs gerippt, sie sind braun gefärbt. Sie sind zu einem Viertel, maximal bis etwa zur Hälfte, in den halbkugligen Cupula (die becherförmige Hülle um die Frucht), eingeschlossen; deren anliegende, dachziegelig sitzende Schuppen sind lanzettlich und behaart. Die Eicheln sitzen einzeln oder gehäuft in kleinen Gruppen zu drei bis vier.
Die Chromosomenzahl beträgt 2n = 24.

### Ähnliche Arten
Die Art ähnelt der in Mitteleuropa weit verbreiteten Traubeneiche, mit der sie über zahlreiche Hybride verbunden ist, so dass viele Bäume mit intermediären Merkmalen auftreten. Die mitteleuropäischen Flaumeichen sind dabei ähnlicher zur Traubeneiche als die im Mittelmeerraum wachsenden; dies wird als Einkreuzung (Introgression) von deren Merkmalen gedeutet, die bei den windblütigen Eichenarten weit verbreitet ist. Die Blätter der Traubeneiche tragen immer, die der Flaumeiche in Mitteleuropa fast immer Sternhaare auf der Unterseite. Wichtig für die sichere Unterscheidung ist die Behaarung der jungen Triebe. Quercus pubescens trägt auf allen Teilen der jungen Sprossen mehrzellige, als Büschelhaare ausgebildete Trichome, diese kommen bei Quercus petraea nur auf den Adern der Blattunterseite vor. Sternhaare auf der Blattunterseite werden bei der Flaumeiche als genetischer Einfluss durch eingekreuzte Traubeneichen gedeutet.
Im Mittelmeerraum treten zahlreiche weitere ähnliche Sippen auf, deren taxonomischer Status teilweise umstritten ist.

## Die Flaumeichen Südeuropas

Verbreitungsgebiet von Quercus pubescens s. l., der Flaumeiche im weiteren Sinne

Innerhalb ihres ausgedehnten Verbreitungsgebiets in der Mittelmeer- und Schwarzmeer-Region sind eine Reihe von Sippen verbreitet, die zusammen als Quercus pubescens s. l. (sensu lato, lateinisch „im weiteren Sinne“) bezeichnet werden. Einige davon werden innerhalb dieser Sammelart von einigen Pflanzensystematikern als eigenständige Arten („Kleinarten“) aufgefasst, während andere sie als Unterarten auffassen oder sie sogar nur als Lokalformen ohne taxonomischen Wert ansehen. Neben einer genauen morphologischen Analyse nach kladistischer Methodik werden dabei zunehmend auch genetische Methoden eingesetzt (Phylogenomik, Isozym-Analyse). Das geschlossene Verbreitungsgebiet der Art ist zudem umgeben von einem Schwarm isolierter (disjunkter) Außenposten, was auf, eventuell noch andauernde, Arealveränderungen (Expansionen oder Regressionen) in jüngerer Zeit hindeutet. Verkompliziert wird das Bild zudem durch eine Reihe fragwürdiger, nicht den Regeln entsprechend publizierter Artnamen, dies betrifft sogar den Namen Quercus pubescens selbst. Es existieren deshalb innerhalb der Sammelart (entspricht in etwa der Series Lanuginosae) Dutzende von Artnamen, die von vielen Taxonomen als Synonyme aufgefasst werden, während andere sie als gültige Arten betrachten.

### Quercus virgiliana
Quercus virgiliana (Ten.) Ten. (Synonyme: Quercus robur b. virgiliana Ten. Syll., Quercus castagnara) ist eine Sippe Südosteuropas, die von Korsika und Sardinien an ostwärts bis Westanatolien angegeben wird, manchmal wird sie „Italienische Eiche“ genannt. Für große Teile ihres Verbreitungsgebiets soll sie sympatrisch mit Quercus pubescens vorkommen, in wenigen auch getrennt von ihr. Quercus virgiliana soll auf dem Balkan häufiger als Quercus pubescens sensu stricto geschlossene Wälder aufbauen und seltener strauchartig in offenen Beständen wachsen. Als wesentliche morphologische Unterscheidungsmerkmale werden angegeben: Länge der Cupula und von deren Stiel, Form von deren Schuppen, Länge der Blattspreite und des Blattstiels, Anzahl der Blattloben. Alle Merkmale überlappen mit denjenigen der Nominatform, so dass zur Unterscheidung komplizierte morphometrische Berechnungen angegeben werden. Nach neueren Analysen überlappen die morphologischen und genetischen Merkmale beider Sippen so stark, dass ihre Stellung als eigene Art kaum gerechtfertigt erscheint.

### Quercus subpyrenaica
Diese Sippe soll die typische Quercus pubescens in den Pyrenäen und im Nordosten der Iberischen Halbinsel (auf der Quercus pubescens ansonsten fehlt) ersetzen. Neben dem Namen Quercus subpyrenaica Villar in Cavanillesia wird auch der Name Quercus pubescens subsp. palensis (Palassou) O.Schwarz (vermutlich irrtümlich) dafür verwendet. Als morphologische Unterscheidungsmerkmale werden die kleineren Laubblätter und die unregelmäßigen Schuppen der Cupula angegeben. Wie schon länger vermutet, handelt es sich bei Quercus subpyrenaica um einen Hybriden zwischen den Eichenarten Quercus pubescens und der mehr südwestlich verbreiteten Quercus faginea, in deren Kontaktzone die Sippe auftritt. Möglicherweise sind auch weitere Arten wie Quercus robur und Quercus petraea daran beteiligt.

### Quercus crispata
Diese Sippe wurde von Schwarz, in der Flora Europaea, unter dem Namen Quercus pubescens subsp. anatolica aufgeführt und wird von den meisten Autoren unter dem Namen Quercus pubescens subsp. crispata (Steven) Greuter & Burdet als Unterart der Flaumeiche akzeptiert. Als Unterscheidungsmerkmal wird in erster Linie die Form der Cupula angegeben. Verbreitet ist sie in West- und Zentralanatolien, auf der Halbinsel Krim und in wenigen, isolierten Vorposten im Kaukasus, alte Angaben liegen darüber hinaus vom östlichen Balkan vor. Obwohl die Unterart von den meisten Taxonomen akzeptiert wird, ist sie kaum untersucht worden.

### Quercus brachyphylla
Als Quercus brachyphylla Kotschy wird ein sommergrüner oder halbimmergrüner Strauch oder kleiner Baum beschrieben, der in Südgriechenland, auf den ägäischen Inseln einschließlich Kreta und in Westanatolien vorkommen soll, alte Angaben für Süditalien und Sizilien gelten als unglaubwürdig. Die Sippe war bei genetischen und morphologischen Untersuchungen in der Regel nicht von der typischen Quercus pubescens differenzierbar und wird meist als deren Synonym betrachtet. Sie ist aber dadurch bemerkenswert, dass sie einen geschützten Lebensraumtyp im Rahmen der FFH-Richtlinie der EU charakterisieren soll: Typ 9310, Ägäische Wälder mit Quercus brachyphylla. Zurzeit sind acht Natura-2000-Schutzgebiete dieses Typs ausgewiesen, die alle in Griechenland liegen.

### Quercus dalechampii

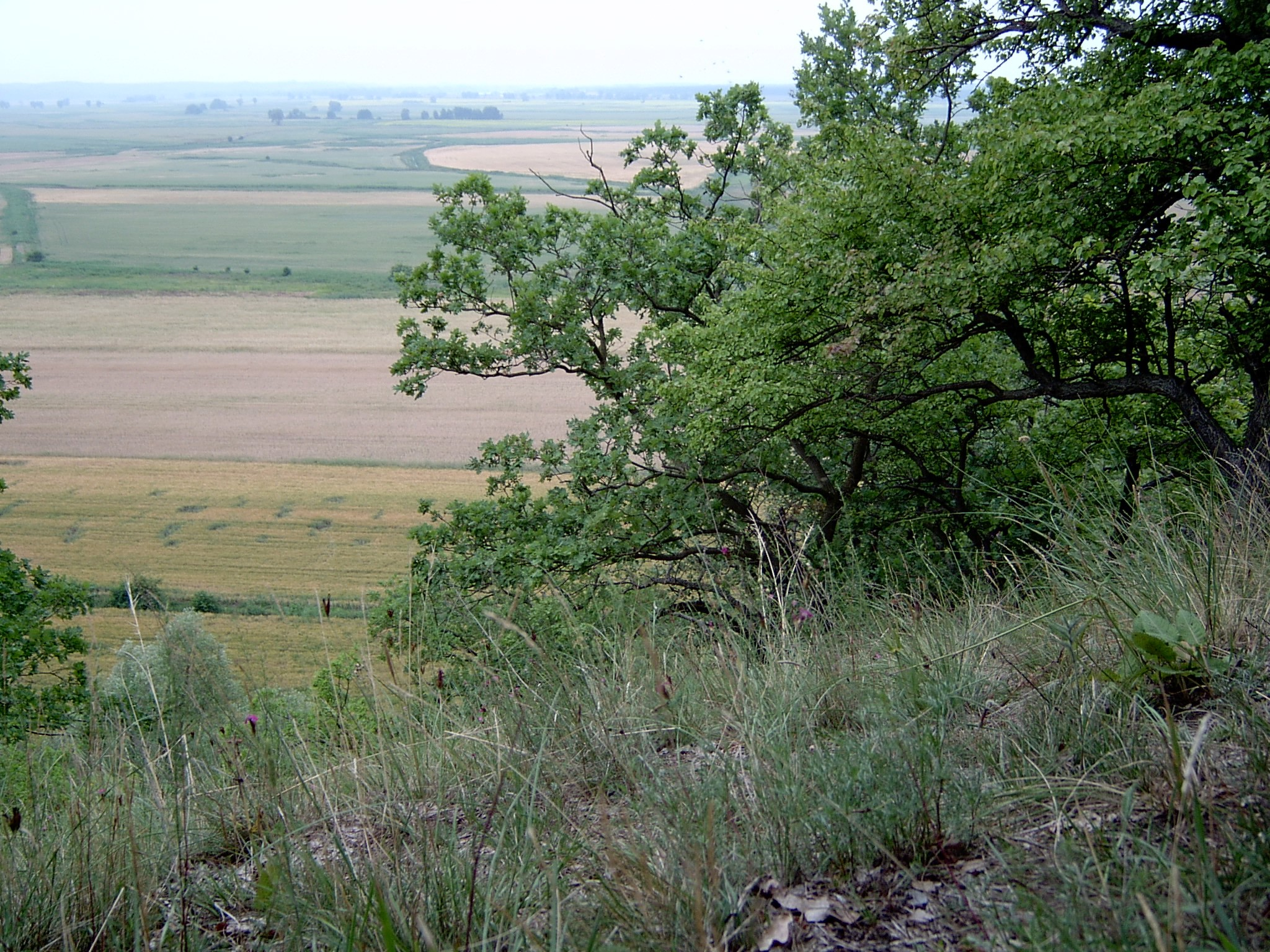
Flaumeichenstandort in Polen

Die von dem italienischen Botaniker Michele Tenore beschriebene Art ist taxonomisch außerordentlich problematisch. Der Name wurde von verschiedenen Botanikern in unterschiedlichem Sinn verwendet. Einige betrachten sie, Otto Schwarz folgend, als eine Sippe aus dem Quercus petraea-Artenkreis, die vor allem auf dem Balkan wächst und dort relativ saure Böden bevorzugt. Andere, der französischen Botanikerin Aimée Antoinette Camus folgend, betrachten sie als eine Art aus dem Quercus pubescens-Aggregat, die weitgehend auf den Süden Italiens beschränkt ist. Eine neuere Untersuchung der Beschreibungen und des Herbarmaterials von Tenore zeigte nun, dass diese Schwierigkeiten schon auf diesen selbst zurückgehen. In dem von ihm gesammelten Material unter diesem Namen sind beide Arten enthalten. Durch Auswahl eines Lectotyps, aus dem Material, das der Beschreibung zugrunde gelegen haben könnte, engen die Bearbeiter den Namen auf eine Sippe aus der Sammelart Quercus pubescens ein. Die „Quercus dalechampii“ der tschechischen, slowakischen und anderen mittel- und osteuropäischen Autoren, die zu Quercus robur s. l. gehört, ist also ihren Untersuchungen zufolge eine andere Art.
Die italienische Quercus dalechampii Ten. wird von einigen Botanikern als eine von Quercus pubescens s. str. verschiedene Art beschrieben, einige akzeptieren sie als eine distinkte Unterart der Flaumeiche. Viele andere können keine Unterschiede erkennen. Sie verweise auf die extreme Variabilität, die sich schon beim Vergleich der Bäume eines Waldes zeigt, und die bei einer windblütigen Eichen-Art eine genetische Trennung unwahrscheinlich machen würde. Dieser Auffassung zufolge existiert in Süditalien nur eine, extrem variable, Flaumeichen-Art.

## Vorkommen
Das Verbreitungsgebiet der Flaumeiche (im weiteren Sinne) reicht von Südeuropa über das südliche Mittel- und Westeuropa bis ins westliche und zentrale Kleinasien, wo sie aber die waldfeindlichen innersten Bereiche mit Steppenklima meidet. Mit wenigen isolierten Vorposten wächst sie auf der Krim und im Kaukasusraum. Sie kommt im Nordosten der Iberischen Halbinsel, in den Pyrenäen und ihrem Vorland, in Frankreich, Italien, auf dem Balkan, auf Sardinien, Korsika, Sizilien und Kreta vor. Wegen der Unsicherheiten der Artzuordnung (vgl. oben) rechnen einige Autoren einige der Rand- oder Vorposten-Vorkommen nicht zur Art.
Im Norden ihres Verbreitungsgebiets, in Mitteleuropa, ist die Flaumeiche eine seltene Art mit nur wenigen und kleinen, isolierten Vorkommen in besonders wärmebegünstigten Lagen. Im Westen, in Frankreich kommt sie allerdings nicht nur in der Mittelmeerregion, sondern weit in die Mitte und in den Norden des Landes vor, meidet hier allerdings die Küstenregionen, sie ist hier eine Art der mediterranen und ozeanischen (atlantischen) Klimazonen. Sie ist (unter Einschluss der mediterranen Anteile des Landes) die dritthäufigste Eichenart, mit einer Waldfläche von etwa 8.555 Quadratkilometern. Ihre Verbreitung wird u. a. begrenzt durch die Frosthärte, die mit −20 °C geringer ist als diejenige der Trauben- und Stieleiche. In der Provence erreicht sie 1.000 Meter über Meereshöhe.
Die Vorkommen nördlich der Alpen schließen sich an die französischen östlich an. Hier liegen verstreute Vorkommen in Gebieten mit trocken-warmem submediterranem Klima: im Schweizer Jura, im Oberelsass, in der Rheinebene und am Mittelrhein, im Kaiserstuhl, auf dem Heilsberg bei Gottmadingen, im Saaletal bei Jena und im Nationalpark Unteres Odertal. Diese Brandenburger Vorkommen, die nur wenige Bäume umfassen, liegen bei Gartz und Angermünde-Gellmersdorf. Das einzige polnische Vorkommen liegt im Anschluss daran, an den Steilhängen zum Odertal bei Bellinchen a.d.Oder/Bielinek. Viele nördliche Vorposten, so die Vorkommen in Brandenburg, stellten sich bei Nachprüfung als Hybride mit der Traubeneiche heraus. Von der reinerbigen Flaumeiche wurden in Deutschland 15.000 Individuen in nur 26 Vorkommen erfasst, von denen alle, bis auf ein Vorkommem im Thüringer Saaletal mit nur ca. 120 Bäumen, im Südwesten von Baden-Württemberg liegen. Die Waldfläche in Deutschland umfasst lediglich etwa 182 Hektar. Der deutsche Verbreitungsschwerpunkt der Flaumeiche liegt im Kaiserstuhl und der südlichen Oberrheinebene, mit dem weitaus größten Bestand im Naturschutzgebiet Büchsenberg im Kaiserstuhl. Kleinere Vorkommen finden sich in der mittleren Schwäbischen Alb.
In Österreich findet man die Flaumeiche im Süden und Osten des Landes, im Weinviertel, Wiener Becken, Marchfeld, im Alpenvorland östlich des Ödenburger Gebirges, außerdem im Steirischen Hügelland und der Murebene, in wärmebegünstigten Lagen unterhalb von 400 Metern Meereshöhe. Weitere Vorkommen liegen unter anderem im Grazer Bergland sowie der Wachau.

## Ökologie und Standort
Die Flaumeiche wächst im Zentrum ihrer Verbreitung, in der Mittelmeerregion, auf basischen und sauren Böden. Nach Norden hin ist sie immer mehr beschränkt auf basische Böden, meist auf Kalkgestein. Die Art ist wärmeliebend (thermophil), verträgt aber auch mäßige Nachtfröste. Beschattung erträgt sie schlecht (heliophil). Sie ist moderat dürreresistent und bevorzugt frische bis bodentrockene Habitate (mesophil bis xerophil). In Italien kommt sie in Regionen mit Jahresniederschlägen zwischen etwa 600 und über 1000 Millimetern pro Jahr vor. Sie hat geringe Ansprüche an die Nährstoffversorgung und besiedelt auch nährstoffarme Böden, bevorzugt aber tiefgründigere Böden. Durch ihre hohe genetische Variabilität mit zahlreichen Morpho- und Ökotypen oder Kleinarten vermochte sie sich an sehr unterschiedliche Klimate anzupassen. So sind die Populationen des nördlichen Balkan durch eine ausgedehnte Ruheperiode mit spätem Laubaustrieb vor Spätfrösten geschützt. Sippen im südlichen Mittelmeerraum und auf den Inseln sind hingegen halbimmergrün und behalten ihr altes Laub bis zum Austrieb der neuen Blätter.
Die Eichenart wächst im nördlichen Teil ihres Verbreitungsgebietes nur in der Ebene oder im niedrigen Hügelland (planare und colline Höhenstufe). Nach Süden hin zieht sie sich zunehmend aus den sehr warmen niederen Lagen zurück (ohne hier ganz zu fehlen) und bildet einen Gürtel in den mittleren Höhenlagen der Gebirge oberhalb der eigentlichen mediterranen Stufe, die durch die immergrüne Steineiche (Quercus ilex) und andere immergrüne Eichenarten gekennzeichnet ist. In kleinklimatisch begünstigten Lagen kann sie die obere Bergwaldstufe erreichen. So steigt sie im Wallis bis auf Höhenlagen von 1500 Metern, in Süditalien von 1600 Metern. Sie ist die häufigste und charakteristische Waldbaumart der sogenannten submediterranen Zone, die klimatisch zwischen der mediterranen Zone (mit eigentlichem Mittelmeerklima) und der kühleren gemäßigten oder temperaten Klimazone vermittelt.
Die Flaumeiche verjüngt sich sowohl generativ (über Eicheln) als auch vegetativ über Stockausschläge.

## Flaumeichenwälder
Innerhalb der submediterranen Klimazone, die nördlich und in größeren Gebirgshöhen an die eigentliche mediterrane Zone anschließt, ist die Flaumeiche in Europa die wichtigste waldbildende Baumart. Allerdings sind diese Wälder durch jahrhundertelange Übernutzung vielerorts stark zurückgedrängt und die verbliebenen Bestände degradiert worden. So wird für Italien abgeschätzt, dass Flaumeichenwälder in über 20 Prozent der Landesfläche die potenzielle natürliche Vegetation bilden. Ihr tatsächlicher Anteil beträgt aber nur noch 0,8 Prozent. Sie bildet heute meist sehr lichte, offene Wälder oder Buschwälder aus. Auf diesen Standorten könnte sie aber bei ausbleibenden Störungen meist höhere und geschlossene Wälder bilden. Wie typisch für Eichenwälder, sind aber auch die Flaumeichenwälder mit geschlossenem Kronendach relativ licht und bilden meist eine reiche Strauch- und deckende Krautschicht aus.
Im pflanzensoziologischen System bilden die Flaumeichenwälder die Ordnung Quercetalia pubescentis, die nach der Flaumeiche als Charakterart benannt ist. Sie wird aber oft von einer Vielzahl anderer Baumarten begleitet. Typische Begleitbaumarten sind zum Beispiel Manna-Esche (Fraxinus ornus), Hopfenbuche (Ostrya carpinifolia), Wildbirne (Pyrus pyraster). Vor allem auf dem Balkan wird sie begleitet von zahlreichen weiteren Eichenarten, darunter Zerreiche (Quercus cerris), Ungarische Eiche (Quercus frainetto) und Mazedonische Eiche (Quercus trojana), die sie weiter nach Nordosten hin allmählich aus den Wäldern verdrängen. Typischer Begleiter im Osten des Areals ist auch die Orientalische Hainbuche (Carpinus orientalis).
In den wärmebegünstigten inneralpinen Trockentälern kommen Flaumeichen als Mischbaumart oder Kontaktbestände zu Kiefernwäldern (in der Schweiz Föhrenwälder genannt) vor. Diese sind besonders typisch für das Wallis, kommen aber auch in Südtirol vor. Im Wallis beobachtet man seit einiger Zeit ein Absterben der Föhrenwälder, die durch Flaumeichenwälder ersetzt werden. In einem Forschungsvorhaben fand die Eidgenössische Forschungsanstalt für Wald, Schnee und Landschaft WSL heraus, dass es sich dabei vermutlich um eine Folge des Klimawandels handelt.

## Nutzung
Flaumeichen-Bestände nehmen in Frankreich und Italien Flächen von mehr als 8.500 Quadratkilometer ein, die weniger genau bekannten Bestände des Balkans sind ebenfalls von großer Ausdehnung. Die Art ist damit eine bedeutende europäische Forstbaumart.
Die Flaumeichenwälder wurden traditionell überwiegend als Niederwald zur Brennholzgewinnung bewirtschaftet. Daneben war Waldweide, d. h. Nutzung als Hutewald verbreitet. Die Eichelmast diente als Schweinefutter. Die Borke diente der Gerbstoff-Gewinnung. Flaumeichen gehören zu den bedeutsamsten Wirtsarten der ökonomisch bedeutsamsten Trüffel-Arten (Gattung Tuber). Das ringporige, farblich nicht in Kern- und Splintholz differenzierte Holz besitzt zahlreiche gekrümmte Holzfasern, auch die Stämme sind oft stark gekrümmt oder gewunden. Es ist daher als Bau- oder Konstruktionsholz wenig geeignet.

## Systematik und Taxonomie
Der wissenschaftliche Name Quercus pubescens für die Art geht auf die Veröffentlichungen des deutschen Botanikers Carl Ludwig Willdenow 1796 und 1805 zurück. Allerdings beschrieb er 1796 damit tatsächlich, wie er 1805 erkannte, eine andere Art, die amerikanische Quercus alba. Der Name Quercus pubescens war damit ein späteres (heterotypisches) Homonym desselben Autors und nach den nomenklatorischen Regeln ungültig. Willdenow schuf damit eine jahrhundertelange Konfusion über den Namen, die erst durch einen Beschluss der ICBN durch Festschreibung des etablierten Namens aufgelöst wurde. Zahlreiche Autoren verwendeten vorher für diese Art die (ebenso problematischen) Namen Quercus lanuginosa Lam. und Quercus humilis Mill. Daneben existieren Dutzende weiterer Namen, von denen viele von einigen Botanikern als Synonym, von anderen als valide Arten betrachtet werden (vgl. oben).
Quercus pubescens gehört in die Gruppe der sog. „weißen“ oder auch „roburoiden“ Eichen, in der traditionellen Systematik die Untergattung Quercus (von einigen Systematikern als Sektion Quercus aufgefasst), einer artenreichen Gruppe in Eurasien und Nordamerika verbreiteter Arten. Die offensichtlich nahe verwandten Arten sind anhand genetischer Daten kaum differenzierbar. und auch nicht durch DNA Barcoding gegeneinander abgrenzbar Quercus pubescens wird nach morphologischen Kriterien von verschiedenen Autoren unterschiedlich eingeordnet, meist in der Subsektion Galliferae. Unter den zahlreichen Hybriden sind besonders hervorzuheben Quercus × calvescens Vuk. (Quercus petraea × Quercus pubescens) und Quercus × kerneri Simk. (Quercus robur × Quercus pubescens).